# Dimethyl sulfit
Dimethyl sulfit là một ester của acid sulfurơ có công thức hóa học là (CH3)2SO3.

## Điều chế
Dimethyl sulfit được tạo ra bằng cách cho thionyl chloride tác dụng với methanol theo tỉ lệ 1:2.
SOCl2 + 2CH3OH → (CH3O)2SO + 2HCl

## Ứng dụng
Dimethyl sulfit được thêm vào các loại polymer để ngăn chặn sự oxy hóa. Nó cũng là một loại dung môi điện phân pin năng lượng cao có tiềm năng hữu ích.